# Zygmunt Trószyński

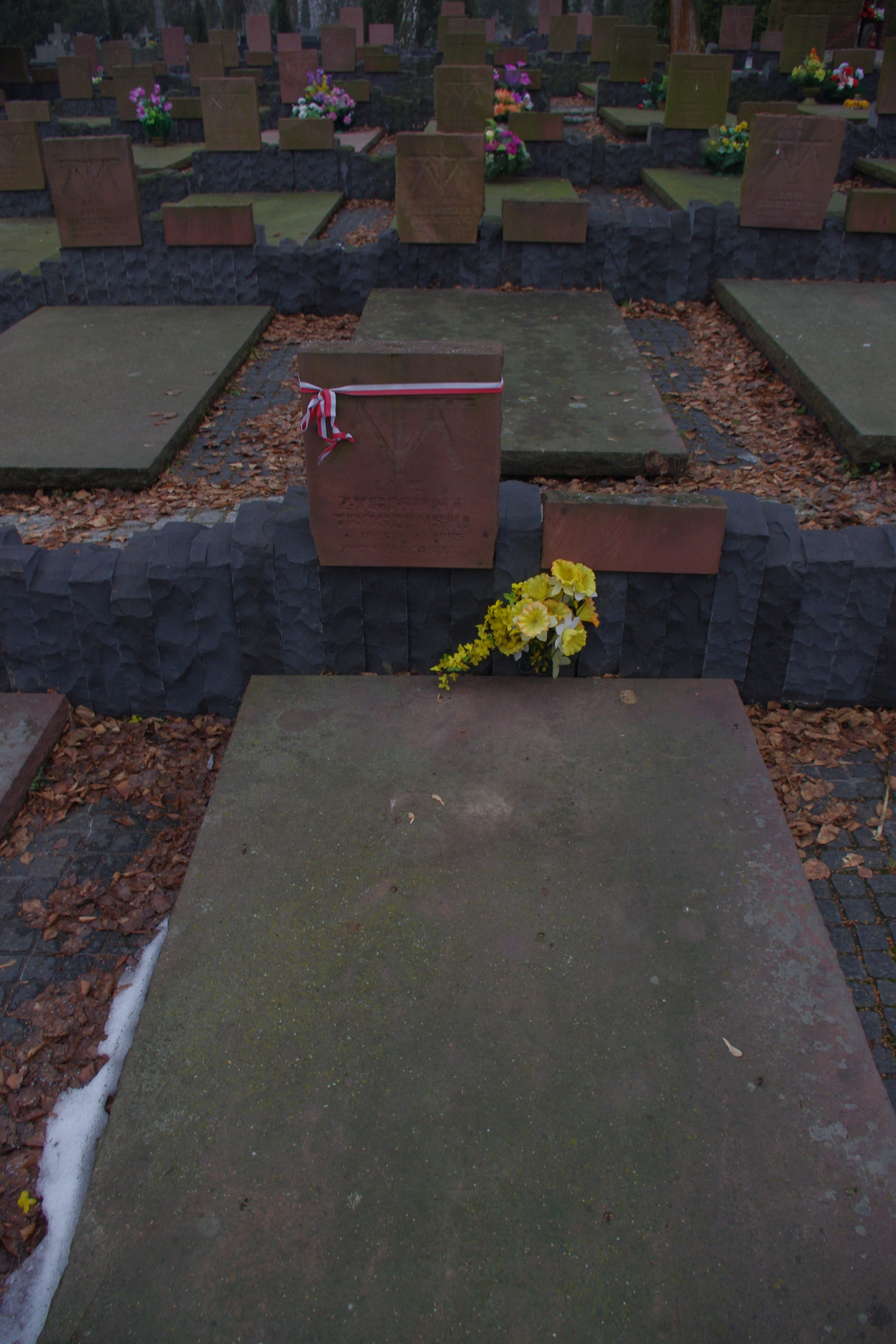
Grób Zygmunta Trószyńskiego w Kwaterze Braci Marianów na cmentarzu Wawrzyszewskim w Warszawie

Zygmunt Marian Trószyński MIC (ur. 4 grudnia 1886 w Warszawie, zm. 22 czerwca 1965 w Otwocku) – polski duchowny, marianin, działacz społeczny, żołnierz Armii Krajowej (ps. „Alkazar”).

## Życiorys

### Losy przedwojenne
Był synem Mikołaja, wójta gminy Młociny, i Marii z Rychterów.
Początkowo, od 1907, studiował matematykę, najpierw na UJ w Krakowie, a następnie na uniwersytecie we Fryburgu Bryzgowijskim, po czym zmienił kierunek kształcenia na teologię. Ukończył ją w warszawskim seminarium duchownym przyjmując w 1913 roku święcenia kapłańskie. W 1915 wstąpił do zgromadzenia księży marianów na warszawskich Bielanach.
Od 1927 związany z kościołem pw. Matki Boskiej Królowej Polski przy ul. Gdańskiej na warszawskim Marymoncie. Wśród mieszkańców Żoliborza zasłynął jako działacz społeczny pomagający najuboższym mieszkańcom dzielnicy, organizujący świetlice i kuchnie dla ubogich.

### Udział w konspiracji
W czasie wojny organizował wysyłanie paczek dla polskich żołnierzy w niemieckich obozach jenieckich. Włączył się w ratowanie warszawskich Żydów.
W czasie powstania warszawskiego był kapelanem zgrupowania „Żywiciel”. Zasłynął z heroicznej postawy odprawiając msze w skrajnie niebezpiecznych warunkach, ratując rannych i dbając o potrzeby materialne żołnierzy.

### Po 1944
Po powstaniu, już w styczniu 1945, powrócił na Marymont. Działając w komitetach ekshumacyjnych zostaje bliskim współpracownikiem płk Jana Mazurkiewicza „Radosława”. Wykorzystując ocalone fundusze Armii Krajowej oraz legalne możliwości działania w ramach Komisji Likwidacyjnej współorganizuje z nim między innymi bursę dla sierot im. generała Stefana Roweckiego „Grota” oraz powstańcze kwatery na Wojskowych Powązkach.
Za tę działalność, w 1949 r. został aresztowany przez UB. Przy księdzu nie znaleziono materiałów propagandowych ani nie stwierdzono jego bezpośredniego związku z ukrywającymi broń byłymi podkomendnymi płk. „Radosława”. Rewizja wykazała jedynie 120 dolarów w złocie, które w toku śledztwa faktycznie okazały się złożonym przez „Radosława” depozytem. Pomimo tego Zygmunta Trószyńskiego uznano winnym próby zmiany przemocą ustroju państwa i skazano na 6 lat pozbawienia wolności.
Zwolniony z więzienia w roku 1953. Dopiero po zrehabilitowaniu przez sąd w marcu 1957 mógł wznowić w pełni swoją działalność kapłańską. W 1958 r. został kapelanem sióstr Urszulanek w Młocinach. Ostatnie chwile swojego życia spędził w Domu Księży w Otwocku. Pochowany na cmentarzu mariańskim na Wawrzyszewie.

## Ordery i odznaczenia[8]
- Krzyż Walecznych
- Złoty Krzyż Zasługi z Mieczami